# Lovecraft Country
Lovecraft Country is een Amerikaanse horror-dramaserie ontwikkeld door Misha Green, gebaseerd op en dient als een voortzetting van de gelijknamige roman uit 2016 van Matt Ruff. De tiendelige serie ging in première op 16 augustus 2020 op HBO en HBO Max.

## Verhaal
Het verhaal volgt een jonge Afro-Amerikaanse man die in de jaren vijftig door de gesegregeerde Verenigde Staten reist op zoek naar zijn vermiste vader. Hij leert duistere geheimen kennen die met elkaar verweven zijn in een stad, waar de beroemde horrorschrijver H.P. Lovecraft veel van zijn fantastische verhalen plaatste.

## Rolverdeling
| Acteur              | Personage             |
| ------------------- | --------------------- |
| Jurnee Smollett     | Letitia "Leti" Lewis  |
| Jonathan Majors     | Atticus "Tic" Freeman |
| Aunjanue Ellis      | Hippolyta Freeman     |
| Courtney B. Vance   | George Freeman        |
| Wunmi Mosaku        | Ruby Baptiste         |
| Abbey Lee           | Christina Braithwhite |
| Jamie Chung         | Ji-Ah                 |
| Jada Harris         | Diana Freeman         |
| Michael K. Williams | Montrose Freeman      |

## Afleveringen
| Afl. | Titel                   | Regie              | Scenario                                                     | Originele uitzenddatum |
| 1    | "Sundown"               | Yann Demange       | Misha Green                                                  | 16 augustus 2020       |
| 2    | "Whitey's on the Moon"  | Daniel Sackheim    | Misha Green                                                  | 23 augustus 2020       |
| 3    | "Holy Ghost"            | Daniel Sackheim    | Misha Green                                                  | 30 augustus 2020       |
| 4    | "A History of Violence" | Victoria Mahoney   | Teleplay: Misha Green Verhaal: Wes Taylor                    | 6 september 2020       |
| 5    | "Strange Case"          | Cheryl Dunye       | Misha Green, Jonathan I. Kidd & Sonya Winton-Odamtten        | 13 september 2020      |
| 6    | "Meet Me in Daegu"      | Helen Shaver       | Misha Green & Kevin Lau                                      | 20 september 2020      |
| 7    | "I Am."                 | Charlotte Sieling  | Misha Green & Shannon Houston                                | 27 september 2020      |
| 8    | "Jig-a-Bobo"            | Misha Green        | Misha Green & Ihuoma Ofordire                                | 4 oktober 2020         |
| 9    | "Rewind 1921"           | Jeffrey Nachmanoff | Misha Green, Jonathan I. Kidd & Sonya Winton-Odamtten        | 11 oktober 2020        |
| 10   | "Full Circle"           | Nelson McCormick   | Teleplay: Misha Green Verhaal: Misha Green & Ihuoma Ofordire | 18 oktober 2020        |

## Prijzen en nominaties
De belangrijkste:
| Jaar | Prijs                      | Categorie                                                               | Ontvangstnemer(s) | Uitslag     |
| ---- | -------------------------- | ----------------------------------------------------------------------- | --- | ----------- |
| 2021 | BAFTA Awards               | Beste internationale programma                                          | Beste internationale programma | Genomineerd |
| 2021 | Critics Choice Awards      | Beste dramaserie                                                        | Beste dramaserie | Genomineerd |
| 2021 | Critics Choice Awards      | Beste mannelijke hoofdrol in een dramaserie                             | Jonathan Majors | Genomineerd |
| 2021 | Critics Choice Awards      | Beste vrouwelijke hoofdrol in een dramaserie                            | Jurnee Smollett | Genomineerd |
| 2021 | Critics Choice Awards      | Beste mannelijke bijrol in een dramaserie                               | Michael K. Williams | Gewonnen    |
| 2021 | Critics Choice Awards      | Beste vrouwelijke bijrol in een dramaserie                              | Wunmi Mosaku | Genomineerd |
| 2021 | Golden Globe Awards        | Beste dramaserie                                                        | Beste dramaserie | Genomineerd |
| 2021 | Primetime Emmy Awards      | Beste dramaserie                                                        | Misha Green, J.J. Abrams, Jordan Peele, Bill Carraro, Yann Demange, Ben Stephenson, Rachel Rusch Rich, Jonathan I. Kidd, Sonya Winton-Odamtten, Matt King & Dana Robin | Genomineerd |
| 2021 | Primetime Emmy Awards      | Beste mannelijke hoofdrol in een dramaserie                             | Jonathan Majors (voor "Sundown") | Genomineerd |
| 2021 | Primetime Emmy Awards      | Beste vrouwelijke hoofdrol in een dramaserie                            | Jurnee Smollett (voor "Holy Ghost") | Genomineerd |
| 2021 | Primetime Emmy Awards      | Beste mannelijke bijrol in een dramaserie                               | Michael K. Williams (voor "Rewind 1921") | Genomineerd |
| 2021 | Primetime Emmy Awards      | Beste vrouwelijke bijrol in een dramaserie                              | Aunjanue Ellis (voor "I Am.") | Genomineerd |
| 2021 | Primetime Emmy Awards      | Beste schrijver voor een dramaserie                                     | Misha Green (voor "Sundown") | Genomineerd |
| 2021 | Primetime Emmy Awards      | Beste cast voor een dramaserie                                          | Kim-Taylor Coleman & Meagan Lewis | Genomineerd |
| 2021 | Primetime Emmy Awards      | Beste cinematografie voor een serie met één camera (één uur)            | Tat Radcliffe (voor "Sundown") | Genomineerd |
| 2021 | Primetime Emmy Awards      | Beste fantasy-/sci-fi-kostuums                                          | Dayna Pink, Zachary Sheets & Terry Anderson (voor "I Am.") | Genomineerd |
| 2021 | Primetime Emmy Awards      | Beste gastacteur in een dramaserie                                      | Courtney B. Vance (voor "Whitey's on the Moon") | Gewonnen    |
| 2021 | Primetime Emmy Awards      | Beste prothetische make-up                                              | J. Anthony Kosar & Anna Cali (voor "Sundown") | Genomineerd |
| 2021 | Primetime Emmy Awards      | Beste hoofdtitelontwerp                                                 | Patrick Clair, Raoul Marks en Ken Taylor | Genomineerd |
| 2021 | Primetime Emmy Awards      | Beste muziekcompositie voor een serie (originele dramatische partituur) | Laura Karpman & Raphael Saadiq (voor "Rewind 1921") | Genomineerd |
| 2021 | Primetime Emmy Awards      | Beste muzieksupervisie                                                  | Liza Richardson (voor "Strange Case") | Genomineerd |
| 2021 | Primetime Emmy Awards      | geluidsmontage voor een komedie- of dramaserie (één uur)                | Tim Kimmel, John Matter, Paula Fairfield, Bradley Katona, Brett Voss, Jeff Lingle, Jason Lingle, Jeffrey Wilhoit & Dylan Tuomy-Wilhoit (voor "Sundown")                | Gewonnen    |
| 2021 | Primetime Emmy Awards      | Beste geluidsmixing voor een komedie- of dramaserie (één uur)           | Marc Fishman, Mathew Waters en Amanda Beggs (voor "Sundown") | Genomineerd |
| 2021 | Primetime Emmy Awards      | Beste speciale visuele effecten in een seizoen of film                  | Kevin Blank, Robin Griffin, Francois Dumoulin, Pietro Ponti, Grant Walker, J.D. Schwalm, Robert C. Rhodes, Kevin McCalister & Paige Prokop                             | Genomineerd |
| 2021 | Primetime Emmy Awards      | Beste stuntprestaties                                                   | Janeshia Adams-Ginyard (voor "I Am.") | Genomineerd |
| 2021 | Screen Actors Guild Awards | Beste prestatie door een ensemble in een dramaserie                     | Jamie Chung, Aunjanue Ellis, Jada Harris, Abbey Lee, Jonathan Majors, Wunmi Mosaku, Jordan Patrick Smith, Jurnee Smollett & Michael K. Williams                        | Genomineerd |
| 2021 | Screen Actors Guild Awards | Beste prestatie door een stuntteam in een televisieserie                | | Genomineerd |